# Парус-Йольвож
Па́рус-Йольво́ж або Па́рус-Йоль-Вож або Иджи́д-Па́рус-Єль (рос. Парус-Ёльвож, Парус-Ёль-Вож, Ыджыд-Парус-Ель) — річка в Республіці Комі, Росія, права притока річки Ук'ю, лівої притоки річки Ілич, правої притоки річки Печора. Протікає територією Троїцько-Печорського району.
Річка починається на східних схилах хребта Щука-Йоль-Із. Протікає на південь, південний захід та південь. У нижній течії на правому березі знаходиться гора Парус-Із.